# Premsa de Portugal
Aquest article presenta la premsa que s'ha distribuït i es continua distribuint a Portugal.

## Llistat de periòdics portuguesos
| Nom del diari      | Temàtica    | Tipus    | Format             | Grup editorial                 | Ref.   |
| ------------------ | ----------- | -------- | ------------------ | ------------------------------ | ------ |
| Correio da Manhã   | generalista | pagament | tabloide           | Cofina, SA                     | [ 1 ]  |
| i                  | generalista | pagament | comptacte          | Grupo Lena                     | [ 2 ]  |
| Jornal de Notícias | generalista | pagament | berlinès           | Global Media Group             | [ 3 ]  |
| Público            | generalista | pagament | berlinès           | Público Comunicação Social, SA | [ 4 ]  |
| Diário de Notícias | generalista | pagament | berlinès i digital | Lusomundo                      | [ 5 ]  |
| Expresso           | economia    | pagament | berlinès           | Publishing, SA                 | [ 6 ]  |
| Jornal de Negócios | economia    | pagament | berlinès           | Cofina                         | [ 7 ]  |
| A Bola             | esports     | pagament | tabloide           | Sociedade Vicra Desportiva     | [ 8 ]  |
| Record             | esports     | pagament | tabloide           | Cofina                         | [ 9 ]  |
| Metro              | generalista | gratuït  | compacte           | Metro International            | -      |
| Destak             | generalista | gratuït  | -                  | Cofina                         | [ 10 ] |

| Nom de la publicació | Tipus                 | Format   | Grup editorial   |
| -------------------- | --------------------- | -------- | ---------------- |
| Avante!              | comunista             | -        | -                |
| Visão                | història i actualitat | tabloide |                  |
| Caras                | premsa del cor        | tabloide |                  |
| Cuore                | premsa del cor        | tabloide |                  |
| Sábado               |                       |          |                  |
| Focus                |                       |          |                  |
| Time Out             | oci urbà              | compacte | Time Out Company |
| Mariana              | premsa del cor        | tabloide |                  |
| Blitz                |                       |          |                  |
| Cosmopolitan         | dona                  | tabloide |                  |
| FHM                  | home                  | tabloide |                  |
| National Geographic  | Natura i història     | tabloide |                  |
| Vogue                | moda                  | tabloide |                  |
| Playboy              | pronografia           | tabloide |                  |
| Maxmen               | home                  | tabloide |                  |
| Elle                 | dona                  | tabloide |                  |
| Saber viver          | salut                 | tabloide |                  |
| Bravo                | adolescents           | tabloide |                  |
| Súper pop            | adolescents           | tabloide |                  |

## Premsa desapareguda
- 24 Horas
- A Capital
- Diário Económico
- Diário Popular
- O Independente
- Meia Hora
- Diário de Lisboa
- O Comércio do Porto
- República
- O Século